# Orchideeën. Een bundel poëzie en proza
Orchideeën. Een bundel poëzie en proza is de tweede boekuitgave van de schrijver Louis Couperus die ook zijn debuut bevat.

## Geschiedenis
Couperus (1863-1923) debuteerde in juli 1883 met de publicatie van het gedicht 'Erinnering' in het tijdschrift Nederland. Die publicatie was te danken aan bemiddeling door prof. dr. Jan ten Brink bij wie Couperus toen studeerde om zijn diploma M.O. Nederlands te halen; Ten Brink was redacteur van het tijdschrift. Dat gedicht verscheen niet in zijn eerste bundel Een lent van vaerzen, maar in zijn tweede boekuitgave, deze Orchideeën.

### Couperus over zijn debuut
Couperus heeft in mei 1883 uitvoerig aan zijn zus, Trudy Valette-Couperus beschreven hoe deze eerste publicatie tot stand was gekomen: "In het Juli-nummer van Nederland, het tijdschrift waarvan Ten Brink en Schimmel redacteuren zijn, komt een pennevrucht van mij in het licht, een gedichtje van 6 à 7 bladzijden, mij dierbaar als een oudste zoon… Je begrijpt, hoe innig tevreden ik met mijn eigentje ben, nu ik mij met Juli a.s. in druk zal vereeuwigd zien. Hoor toe, hoe de zaak zich heeft toegedragen. Ik had een klein stukje, zonder eenige praetentie aan den Amsterdammer gestuurd, dat ik echter na eenigen tijd terug ontving met een uiterst beleefd en vriendelijk briefje van een der redacteuren, mr. Van Loghem… In diens brief verklaarde hij mij: hoe mijn zangetje niet van alle bekoorlijkheid ontbloot was, maar door het kwistig gebruik van verouderde woorden niet voor zijn courant geschikt was. Overigens heel beleefd en vriendelijk, met de hope eindigend van nader kennis met mij te maken. Ik, een brief terug, eveneens in de strengste beleefdheid, maar mij met jeugdige fierheid beroepend op Potgieter, Thym, Vosmaer, die wèl zoogenaamd verouderde woorden bezigen. Hierbij is onze briefwisseling gebleven; hij heeft mij zeker buitensporig pedant gevonden.
Daar ik nu echter wel een weinigje leed gevoelde, omdat mijn stuk afgewezen was in een courant, waarin soms prulpoëzie staat, die ik voor geen honderd gulden zou willen onderteekenen, klaagde ik mijn verdriet aan Ten Brink. Vriendelijk als altijd vroeg hij mij iets te lezen; ik gaf het beste wat mijn portefeuille inhield, hetgeen gelukkig zijn goedkeuring wegdroeg.
Hij toonde mij een paar leelijke zinnen, een paar onwelluidende woorden, die ik gewijzigd heb; daarna zond hij het Schimmel ter lezing… Schimmel antwoordde: “het stukje van Couperus is zangerig, maar ook niet meer; er schuilt evenwel talent in; laat hij meer sturen.” Nu, al is het geen volmaakt compliment, het kan er toch mee door en de laatste woorden zijn bemoedigend. Men kan ook maar niet dadelijk met meesterstukken beginnen, nietwaar? En alzoo komt in Juli mijn eerste stukje uit. Ik ben er innig blij over; het is natuurlijk niet een ieder, pas beginnende, gegeven dadelijk in Nederland te schrijven, het tweede tijdschrift van ons land…"

### Uitgaven
In de periode 1883-1886 verschenen nog meer gedichten in tijdschriften en kranten. In juli 1886 schreef hij aan zijn zuster: "In het najaar denk ik een herdruk te geven van mijn verspreide gedichten en proza onder den bonten naam van Orchydeeën. Chique titel vind' je niet, iets aristocratisch?"
In het voorjaar van 1886 had de uitgever A. Rössing zijn debuutbundel Een lent van vaerzen van de uitgever Beijers overgenomen. Zo kwamen de schrijver en uitgever waarschijnlijk met elkaar in contact. In december verscheen de bundel bij Rössing te Amsterdam. De bundel droeg de opdracht: "Aan mijn Hoogvereerden Meester prof. dr. J. ten Brink zij deze bundel als een bewijs van vriendschap en erkentelijkheid toegeëigend."
In november 1890 ging Rössing failliet. Degene die zijn vaste uitgever zou worden, L.J. Veen, had inmiddels de rechten op de twee bundels verworven. Hij gaf in 1893 een herdruk van zijn debuut uit. In 1895 bracht Veen een herdruk van deze tweede bundel uit; L.W.R. Wenckebach leverde de bandtekening.
Afzonderlijk verschenen nog Afrodite en Odalisken als partituren van de door Rudolph Cort van der Linden (1886-1965) op muziek gezette gedichten.

### Receptie
J.N. van Hall besprak opnieuw deze bundel positief, net als enkele anderen. Maar niet iedereen was positief, en met name Willem Kloos besprak de bundel uiterst negatief en noemde Couperus’ poëzie “om helsch te worden”.
Na alle kritiek schreef Couperus opnieuw aan zijn zus, waarschijnlijk rond april 1884: "Al die onbekende kaereltjes N.N., X, Y, Z, Homuncules [onder welke naam de dichter Albert Verwey schuil ging], al die pseudoniempjes laten mij koud, of ze mij prijzen of berispen. Vindt mij hierom niet verwaand, want dat ben ik inderdaad niet; ik ben de eerste om te erkennen, dat mijn gedichten verre van volmaakt zijn, en iets, dat ik twee maanden geleden schreef, kan mij thans ternauwernood meer bevallen. (Santa Chiara b.v. vind ik thans zéér zwak op sommige plaatsen!) Maar ik ompantser mij met zekere onverschilligheid… Ik wil mij niet van mijn stuk laten brengen".